# Kowariancja
Kowariancja, {\displaystyle \operatorname {cov} (X,Y)} – liczba określająca odchylenie elementów od sytuacji idealnej, w której występuje zależność liniowa. Zależność tę określa się między zmiennymi losowymi {\displaystyle X} i {\displaystyle Y.}

## Definicja
Matematycznie kowariancję definiuje się wzorem:
{\displaystyle \operatorname {cov} (X,Y)=\mathrm {E} {\big [}(X-\mathrm {E} X)\cdot (Y-\mathrm {E} Y){\big ]}.}
Wygodniejszym, równoważnym wzorem jest:
{\displaystyle \operatorname {cov} (X,Y)=\mathrm {E} (X\cdot Y)-\mathrm {E} X\cdot \mathrm {E} Y,}
gdzie:
{\displaystyle \mathrm {E} } – wartość oczekiwana.

## Interpretacja
Jeżeli między zmiennymi losowymi {\displaystyle X} i {\displaystyle Y} nie istnieje żadna zauważalna korelacja liniowa i istnieją ich wartości oczekiwane, to kowariancja przyjmuje wartość 0 (nie musi to być prawda dla kowariancji w próbie losowej z tych zmiennych).
Innymi słowy: zmienne losowe {\displaystyle X} i {\displaystyle Y} są niezależne, a więc
{\displaystyle \mathrm {E} (X\cdot Y)=\mathrm {E} X\cdot \mathrm {E} Y,}
zatem:
{\displaystyle \operatorname {cov} (X,Y)=\mathrm {E} (X\cdot Y)-\mathrm {E} X\cdot \mathrm {E} Y=\mathrm {E} X\cdot \mathrm {E} Y-\mathrm {E} X\cdot \mathrm {E} Y=0.}
Wartości kowariancji zbliżone, czy nawet równe zero nie świadczą jednak o całkowitej niezależności zmiennych losowych. Zawsze istnieje bowiem możliwość, że są one zależne nieliniowo.
Na przykład jeśli zmienna losowa Z ma rozkład jednostajny na przedziale {\displaystyle [0,2\pi ],} a zmienne losowe byłyby zdefiniowane jako:
{\displaystyle X=\sin Z,}
{\displaystyle Y=\cos Z,}
to pomimo ich oczywistej zależności (jedynka trygonometryczna) mamy {\displaystyle \operatorname {cov} (X,Y)=0.}

## Związek ze współczynnikiem korelacji liniowej
Kowariancja jest powiązana ze współczynnikiem korelacji Pearsona:
{\displaystyle \operatorname {cov} (X,Y)=\operatorname {corr} (X,Y)\sigma _{X}\sigma _{Y},}
gdzie:
{\displaystyle \operatorname {corr} (X,Y)} – współczynnik korelacji liniowej pomiędzy zmiennymi {\displaystyle X} i {\displaystyle Y,}
{\displaystyle \sigma _{X}} – odchylenie standardowe zmiennej {\displaystyle X,}
{\displaystyle \sigma _{Y}} – odchylenie standardowe zmiennej {\displaystyle Y.}